# Krugovi
Krugovi (česky doslovně Kruhy) byl jugoslávský, potažmo chorvatský literární časopis, který vycházel v letech 1952 - 1958. 
Jeho přispěvateli byli tehdejší přední představitelé chorvatské i jugoslávské literatury. Podle názvu časopisu se jim říkalo Krugovaši. Práce, které v něm publikovaly, neměly již nic společného se socialistickým realismem, který dominoval v jugoslávském umění od konce druhé světové války až po roztržku s Informbyrem. Objevovala se také i řada překladů, které byly původem ze zemí západní Evropy. V roce 1958 časopis Krugovi zanikl a většina jeho přispěvatelů přešla k novému titulu, který nesl název Književnost (literatura).
Klíčovou osobností časopisu byl Vlatko Pavletić, který v něm zveřejnil esej "Neka bude živost" (ať je živo), ve které vyzýval domácí tvorbu k bouřlivým projevům, pluralitě různých názorů a odsoudil vměšování ideologie do umění.[zdroj?]. 